# Dobro Polje, Radovljica
Dobro Polje este o localitate din comuna Radovljica, Slovenia, cu o populație de 119 locuitori.